# 图卢兹-南比利牛斯联合大学
图卢兹-南比利牛斯联合大学（法語：Université fédérale de Toulouse-Midi-Pyrénées）是法国奥克西塔尼大区的一个大学与院校共同体。学校共有31所成员机构，17,000名教职工，100,000学生，每年毕业生32,000名。

## 历史
学校的前身是2007年成立的高等教育研究中心图卢兹大学，2015年根据新颁布的法律改为大学与院校共同体并更为现名。

## 成员机构

### 创始成员
- 图卢兹第一大学
- 图卢兹第二大学
- 图卢兹第三大学
- 图卢兹国立理工学院
- 国立图卢兹应用科学学院
- 法国高等航空航天学院
- 法国国家科学研究中心

## 国际交流
学校在位于重庆的四川外国语大学设有代表处。